# Ключики (Пальниковское сельское поселение)
Ключики — деревня в составе Пальниковского сельского поселения Пермского района в Пермском крае.

## Географическое положение
Деревня расположена примерно в 8 километрах на северо-восток по прямой линии от села Нижний Пальник, центра сельского поселения, непосредственно у западной границы посёлка Кукуштан.

## Климат
Климат умеренно континентальный, характеризующийся морозной продолжительной зимой и тёплым коротким летом. Июльские температуры колеблются в пределах +18 °C, январские в пределах −15 °C. Среднегодовое количество осадков составляет 616 мм, большая их часть приходится на тёплый период с апреля по октябрь. Преобладающее направление ветра — юго-западное.

## Население
Постоянное население составляло 36 человек в 2002 году (89 % русские), и 34 человека в 2010 году.